# Дорожкино (Велізький район)
Дорожкино (рос. Дорожкино) — присілок Велізького району Смоленської області Росії. Входить до складу Сітьковського сільського поселення.
Населення — 6 осіб (2007 рік).